# Nenema confragosa
Nenema confragosa är en insektsart som först beskrevs av Doering 1941.  Nenema confragosa ingår i släktet Nenema och familjen Caliscelidae. Inga underarter finns listade i Catalogue of Life.